# Káld katolikus egyház
A káld katolikus egyház (más néven: babiloni káld egyház arabul: الكنيسة الكلدانية, al-kanīsä 'l-kaldāniyyä) egy autonóm keleti katolikus egyház, mely elfogadja vezetőjéül a római pápát. Hívei elsősorban az asszírok (szírek) közül kerülnek ki. Az egyháznak nincs közvetlen kapcsolata az új-babilóniai kháld néppel; a nevet a 15. században vették fel.

## Története
A nesztoriánusokból áttért katolikusok története 1445-ben kezdődött, amikor a Cipruson élő nesztoriánusok és maroniták csatlakoztak a római katolikus egyházhoz. Rájuk alkalmazta először a katolikus egyház a "káld", "káldeus" nevet, ami azonban ebben az összefüggésben csak annyit jelentett: arámi-szír nyelvű. 
1552-ben az asszír keleti egyházban szakadás következett be. Az egyházszakadást a Rabban Hormizd monostor (Alqos) elöljárói méltóságának betöltése körüli viszály váltotta ki. VI. Mar Simun asszír keleti pátriárka halála után az elhunyt elődjének unokaöccse, VII. Mar Simun ellen, akit nagybátyja – a szokásoknak megfelelően – felruházott a metropolita méltósággal, és akit annak halála után sietve megválasztottak pátriárkának, fellázadt a monostor egyik szerzetese, Mar Juhanan Hanna Szulaqa Dbeth Ballo, és néhány társa őt, a lázadót választotta meg apátnak, a legitimitás hangsúlyozása végett Mar Simun Jokhannan Szulaqa néven. Azt az egyházjogi akadályt azonban, hogy a papi szentséget csak magasabb rangú egyházi személy szolgáltathatja ki, VI. Mar Simun pátriárka halála után nem tudták elhárítani. A Moszulba éppen abban az időben megérkező ferencesek készségesen felajánlották segítségüket: Szulaqa mellé álltak, és elküldték Jeruzsálembe, majd onnan Rómába. Ott maga III. Gyula pápa fogadta, és átadta neki a palliumot, pátriárkai méltósága jelvényét. A pápa kinevezte az "egyesült káldeus egyház" pátriárkájának, és "az asszír nemzet, Moszul és Assur pátriárkája" címet adta neki (1553). Rómából – a biztonság kedvéért, megingását elhárítandó – két dominikánus szerzetes kísérőt, tanácsadót is kapott maga mellé. VIII. Mar Simun Jokhannan Szulaqa néven uralkodott (1553-1555), székhelye Diyarbekir volt (ma: Törökország).
A Rómától független nesztoriánusok, Alqos székhellyel, megtartották az "asszír" nevet. Pátriárkáik, akik VII. Mar Simun irányzatát követték, de a szakadár uniatáktól való megkülönböztetés végett mind a Mar Elijja nevet vették fel, egy idő után úgy próbálták elgáncsolni a vetélytárs irányzatot, hogy maguk is kapcsolatot kerestek Rómával. Többször is kapcsolatba léptek a katolikus egyházzal (1666, 1670, 1737), végül is az unió 1778-ban vált hivatalossá. Ezzel az a furcsa helyzet alakult, hogy két, egymással rivális csoport volt elismerve Róma által. Róma megvárta az időközben újra létrehozott diyarbekti pátriárkai vonal pátriárkájának halálát, s csak azután ismerte el az alqosi uniaták vezetőjének pátriárkai méltóságát.
A helyzet változott az Mar Simun Jokhannan Szulaqa vonalát követő uniata irányzatban, mivel X. Simun pátriárka (1600-1638) felmondta az uniót Rómával, és Diyarbakırből Qocsaniszba helyezte át székhelyét. A hívek egy kisebb része azonban Diyaberkirben maradt, részükre Róma új pátriárkát nevezett ki 1681-ben I. Mar Joszip személyében. Ez a pátriárkai vonal 1828-ban ért véget V. Joszip pátriárka halálával. Ekkor a diyarbekiri uniata egyház hívei az alqosi uniata pátriárka alá lettek rendelve, így egyesítve a két katolikus csoportot. Ez a mai Káld Katolikus Egyház, központja később Alqosból Bagdadba helyeződött, ahol mind a mai napig található.

## A káld katolikus egyház pátriárkái
1. Jukhannan Szulaqa 1553-1555 – 1535-ben csatlakozott Rómához
2. IV. Audisu Jukhannan 1555-1570
3. Simun Jau-Alaha 1572-1576
4. Jau-Alaha Shimun 1579-1580
5. IX. Simun Denkha 1580-1600
6. X. Simun 1600-1638 – szakított Rómával, visszatért az asszír keleti egyházba
7. I. Joszep 1681-1696 – új kinevezés Róma által, miután X. Simun függetlenné vált
8. II. Joszep 1696-1712
9. III. Joszep 1714-1757
10. IV. Joszep 1759-1781
11. V. Joszep 1781-1828 – pátriárkai dinasztia kihalt
12. XII. Elijja Isajov 1778-1804 – 1778-ban csatlakozott Rómához
13. VIII. Jukhannan Elijja Hormizd 1804-1838
14. Nikolasz Esaja 1838-1848
15. VI. Joszze Audo 1848-1878
16. XIV. (XIII.) Szliwa Abuljonan 1879-1894
17. V. Audisu Khajjat 1895-1899
18. VI. Joszep Emmanuel Thoma 1900-1947
19. VII. Joszep Ghanima 1947-1958
20. II. Paul Csajkho 1958-1989
21. I. Rafael Bit Dawid 1989-2003
22. Emmanuel Delly 2003–2012
23. Louis Raphael Sako 2013–